# Château de Lusignan
El Château de Lusignan (en Lusignan, departamento de Vienne, Francia), es un castillo del que apenas quedan rastros, fue la sede ancestral de la Casa de Lusignan, Poitevin Marcher Lords, que se distinguió en la Primera cruzada y se convirtió en la familia real del Reino de Jerusalén, el Reino de Chipre y el Reino armenio de Cilicia. Construido en el siglo X, alcanzó su punto máximo cuatro siglos después, se descompuso y finalmente fue desmantelado en el siglo XVIII.

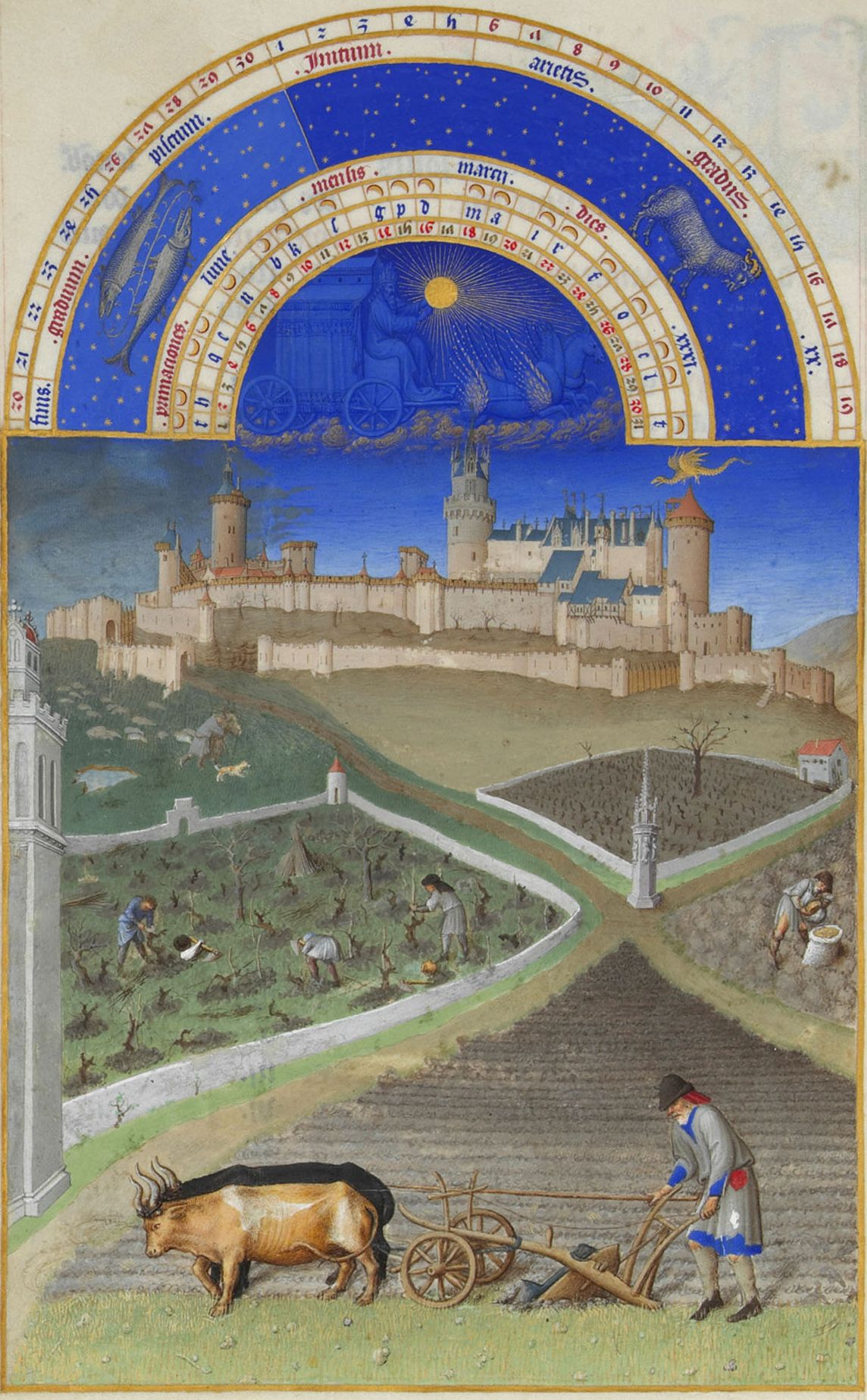
Ilustración del libro Las muy ricas horas del Duque de Berry, marzo: el castillo de Lusignan

## Castillo, núcleo urbano, prisión
La construcción del castillo, que finalmente se contó entre los más grandes que se construyeron en Francia, comenzó durante la segunda mitad del siglo X bajo Hugo II de Lusignan (m. 967). Este castillo fue desmantelado durante el siglo XII y luego reconstruido en el siglo XIII y nuevamente a finales del siglo XIV.
Lusignan se construyó en la región de Poitou, ocupando un punto fuerte natural, un promontorio estrecho que dominaba valles escarpados a ambos lados. Ya era tan impresionante en el siglo XII que se desarrolló una leyenda en el sentido de que su fundador tenía la ayuda de las hadas, bajo la apariencia del espíritu del agua Melusina, quien la construyó y su iglesia a través de sus artes, como regalo para su esposo Raymondin.
Lusignan en su apogeo, tal como lo fue a principios del siglo XV, se ilustra en las Très Riches Heures de Juan, duc de Berri, para quien fue una residencia favorita hasta su muerte en 1416. Se eleva al fondo de la miniatura para el mes de marzo, claramente representado en perspectiva, con su torre de barbacana a la izquierda, la torre del reloj - con el tobogán exterior del garderrobe a su derecha - y la Tour Poitevine a la derecha, sobre la cual el dorado moscas dragón, el espíritu protector de Melusina.
Después de la muerte del duque de Berri, Lusignan pasó brevemente a ser propiedad de Juan, Delfín (fallecido en mayo de 1417) y luego pasó a su hermano, Carlos, el futuro Carlos VII.
Primero el pueblo, luego la ciudad de Lusignan, creció bajo las puertas del castillo, a lo largo de la pendiente. Formó una enceinte adicional (fortificación circundante) cuando más tarde también fue encerrada por muros. Lusignan siguió siendo un lugar de importancia estratégica en Poitou, en el corazón de Francia. Durante las Guerras de Religión francesas, en 1574, se hizo un plan de las defensas del castillo; se conserva en la Biblioteca Nacional, París.
En el siglo siguiente, Lusignan fue reforzado a la manera moderna por el arquitecto militar de Luis XIV, Vauban. Por lo tanto, era una estructura natural para ser utilizada como prisión. Posteriormente albergó una escuela.

## Destrucción
El castillo fue utilizado durante mucho tiempo como una cantera local de piedra precortada antes de que Paul Esprit Marie de La Bourdonnaye, conde de Blossac, en el siglo XVIII, lo arrasara para convertirlo en un terreno de placer para la ciudad de Lusignan.

## Actualidad
Lo que queda hoy son en gran parte segmentos de los cimientos, algunos construidos en ladera empinada, parte del torreón, la base de la Tour Poitevine, cisternas y sótanos y restos de un pasaje subterráneo que probablemente una vez condujo a la iglesia.